# Катена (почвоведение)
Катена (катенарный комплекс) — последовательность различных почв на склоне, закономерно сменяющих друг друга.

## История термина
Название «катена» происходит от латинского слова цепь. В почвоведении этот термин ввёл Джеффри Милн. Впервые термин был употреблён в 1936 году в работе, посвящённой почвам Восточной Африки..
Джеффри Милн с 7 декабря 1935 по 4 февраля 1936 проводил почвенную съёмку на территории современной Танзании (тогда это была британская подмандатная территория Танганьика). В пределах западной, центральной и приозерной части страны им были обследованы предгорья гор Усамбара, предгорья Нгуру и Кагуру, Узигуа, Угого, Мпвапва, юг степи Масаи, район Восточно-Африканского разлома. Милна интересовало, как распределяются почвы в пространстве в зависимости от подстилающих горных пород и характера рельефа. Для объяснения найденных закономерностей он и предложил термин катена.
Примерно в тот же период времени независимо от Джеффри Милна похожие термины предлагали и другие учёные. Во Франции также в 1936 году Жермен Лафорг с соавторами предложил аналогичный термин «почвенные цепи». А в России Мария Альфредовна Глазовская ввела понятие «почвенно-геохимическое сопряжение», также аналогичное катене.